# Fi Herculis
Fi Herculis (φ Her / 11 Herculis) es una estrella en la constelación de Hércules de magnitud aparente +4,23.
Es una binaria espectroscópica que se encuentra a 204 años luz del sistema solar.

## Fi Herculis A
La primaria del sistema, Fi Herculis A, es una estrella blanco-azulada de la secuencia principal de tipo espectral B8V.
Tiene una temperatura superficial de 11.525 K y es 92 veces más luminosa que el Sol.
Su diámetro puede ser tres veces más grande que el diámetro solar y gira sobre sí misma con una velocidad de rotación proyectada de 8 km/s.
Asumiendo una edad para el sistema de 210 millones de años, la masa de Fi Herculis A es de 3,05 masas solares.
Fi Herculis A es una estrella de mercurio-manganeso, identificada como tal en 1965 por K. Osawa.
No obstante, su peculiar espectro fue ya reconocido en el catálogo Henry Draper (1922); dado que la mayor parte de estas estrellas son identificadas por sus espectros de alta resolución, el que fuera descubierta en dicho catálogo pone de manifiesto sus acusadas características como estrella de mercurio-manganeso.
Como otras estrellas de estas características, muestra un exceso de manganeso —ya detectado por W.W. Morgan en 1933— y de mercurio.
Este último metal es unas 50.000 veces más abundante que en el Sol.
Los elementos ligeros muestran niveles solares o ligeramente subsolares, si bien escandio y cromo son claramente sobreabundantes.
Por el contrario, el níquel es deficitario, aunque todos los elementos evaluados con número atómico superior a 28 son más abundantes que en nuestra estrella.

## Fi Herculis B
Fi Herculis B es una estrella blanca de la secuencia principal de tipo A8V.
La diferencia de brillo con Fi Herculis A es de 2,57 magnitudes.
Tiene una temperatura de 8000 K y su velocidad de rotación es de al menos 50 km/s, mucho mayor que la de su acompañante. Su masa es un 61% mayor que la del Sol.
El período orbital de esta binaria es de 564,7 días y la órbita parece ser notablemente excéntrica (ε = 0,47).